# Интерполяционная формула Брахмагупты
Интерполяционная формула Брахмагупты — интерполяционная формула второго полиномиального порядка, найденная индийским математиком и астрономом Брахмагуптой (598—668) в начале VII века. Поэтическое описание этой формулы на санскрите находится в дополнительной части «Кхандакхадьяки» — труда, завершённого Брахмагуптой в 665 году. Такой же куплет имеется в более ранней его работе «Дхьяна-граха-адхикара», точная дата создания которой не установлена. Однако внутренняя взаимосвязь работ позволяет предположить, что она была создана ранее завершённого в 628 году основного труда учёного — «Брахма-спхута-сиддханта», поэтому создание интерполяционной формулы второго порядка может быть отнесено к первой четверти VII века. Брахмагупта был первым, кто нашёл и использовал формулу в конечных разностях второго порядка в истории математики.
Формула Брахмагупты совпадает с интерполяционной формулой второго порядка Ньютона, которая была найдена (переоткрыта) спустя более тысячи лет.

## Задача
Будучи астрономом, Брахмагупта был заинтересован в получении точных значений синуса на основе небольшого количества известных табулированных значений этой функции. Таким образом, перед ним стояла задача найти величину {\displaystyle f(x)}, {\displaystyle x_{r}<x<x_{r+1}} по имеющимся в таблице значениям функции:
| {\displaystyle x}        | {\displaystyle x_{1}} | {\displaystyle x_{2}} | … | {\displaystyle x_{r}} | {\displaystyle x_{r+1}} | {\displaystyle x_{r+2}} | … | {\displaystyle x_{n}} |
| {\displaystyle f(x_{r})} | {\displaystyle f_{1}} | {\displaystyle f_{2}} | … | {\displaystyle f_{r}} | {\displaystyle f_{r+1}} | {\displaystyle f_{r+2}} | … | {\displaystyle f_{n}} |

При условии, что значения функции вычислены в точках с постоянным шагом {\displaystyle h}, ({\displaystyle x_{r+1}-x_{r}=h} для всех {\displaystyle r}), Ариабхата предложил использовать для расчётов (табличные) первые конечные разности:
{\displaystyle D_{r}=f_{r+1}-f_{r}}
Математики до Брахмагупты использовали очевидную формулу линейной интерполяции
{\displaystyle f(x)=f_{r}+tD_{r}},
где {\displaystyle t=(x-x_{r})/h}.
Брахмагупта заменил в этой формуле {\displaystyle D_{r}} другой функцией конечных разностей, которая позволяет получать более точные по порядку значения интерполируемой функции.

## Алгоритм вычислений Брахмагупты
В терминологии Брахмагупты разность {\displaystyle D_{r-1}} называется прошлый отрезок (गत काण्ड), {\displaystyle D_{r}} называется полезный отрезок (भोग्य काण्ड). Длина отрезка {\displaystyle x-x_{r}} до точки интерполирования в минутах называется обрубком (विकल). Новое выражение, которое должно заменить {\displaystyle D_{r}} называется правильным полезным отрезком (स्फुट भोग्य काण्ड). Вычисление правильного полезного отрезка описано в куплете:
Согласно комментарию Бхуттопалы (X век) стихи переводятся так: Умножь обрубок на полуразность полезного и прошлого отрезков и раздели результат на 900. Добавь результат к полусумме полезного и прошлого отрезков, если эта полусумма меньше полезного отрезка. Если больше, то вычти. Получишь правильную полезную разность.
900 минут (15 градусов) — это интервал {\displaystyle h} между аргументами табличных значений синуса, которыми пользовался Брахмагупта.

## Формула Брахмагупты в современных обозначениях
В современных обозначениях алгоритм вычислений Брахмагупты выражается формулами:
{\displaystyle {\begin{aligned}f(x)&=f_{r}+t({\frac {D_{r}+D_{r-1}}{2}}+t{\frac {D_{r}-D_{r-1}}{2}})\\&=f_{r}+t{\frac {D_{r}+D_{r-1}}{2}}+t^{2}{\frac {D_{r}-D_{r-1}}{2}}.\end{aligned}}}
Это интерполяционная формула Ньютона второго порядка.

## Доказательство
Неизвестно как Брахмагупта получил эту формулу. В наше время такие формулы доказывают с помощью разложения функций {\displaystyle f(x+kh),k=1,2,...} в правой расти равенства в ряд Тейлора в точке {\displaystyle x}. Однако доказать формулу можно и элементарными методами: после замены {\displaystyle t=(x-x_{r})/h} формула Брахмагупты задаёт параболу проходящую через три точки {\displaystyle (x_{r-1},f_{r-1}),(x_{r},f_{r}),(x_{r+1},f_{r+1})}. Для вывода этой формулы достаточно найти коэффициенты этой параболы с помощью решения системы трёх линейных уравнений, определяемых этими точками.

## Точность формулы
Компьютерный расчёт показывает, что имея таблицу из 7 значений синуса в узлах с шагом 15 градусов, Брахмагупта мог вычислять эту функцию с максимальной ошибкой не более 0,0012 и средней ошибкой не более 0,00042.